# Токаренко, Михаил Кузьмич
Михаил Кузьмич Токаренко (4 февраля 1919 — 3 марта 1984) — лётчик-ас, штурман 153-го гвардейского истребительного авиационного полка 12-й гвардейской истребительной авиационной дивизии 1-го гвардейский штурмового авиационного корпуса 2-й воздушной армии 1-го Украинского фронта, гвардии капитан. Герой Советского Союза.

## Биография
Родился 4 февраля 1919 года в селе Белый Колодезь ныне Волчанского района Харьковской области Украины. С 1930-х годов жил в городе Ашхабад. Учился в Ашхабадском аэроклубе. Учился в Балашовской школе гражданского воздушного флота. Был оставлен лётчиком-инструктором.
В августе 1941 года был направлен в действующую армию. В 1942 году добился перевода в истребительную авиацию. Участвовал в боях под Курском. Участвовал в битве за Днепр, в освобождении Правобережной Украины, Молдавии и Польши. К январю 1945 года штурман 153-го гвардейского истребительного авиационного полка гвардии капитан Токаренко совершил 332 боевых вылета, из них 117 как лётчик-истребитель, в 47 воздушных боях сбил 18 самолётов противника.
10 апреля 1945 года за образцовое выполнение заданий командования и проявленные мужество и героизм в боях с немецко-фашистскими захватчиками гвардии капитану Токаренко Михаилу Кузьмичу присвоено звание Героя Советского Союза с вручением ордена Ленина и медали «Золотая Звезда».
Всего к маю 1945 года провел 380 боевых вылетов, провел 47 воздушных боёв, сбил лично 19 самолётов. После войны продолжал службу в ВВС. Ушёл в отставку в 1963 году в звании генерал-майора. Жил и работал в Днепропетровске. Скончался 3 марта 1984 года.